# Kelmark Engineering

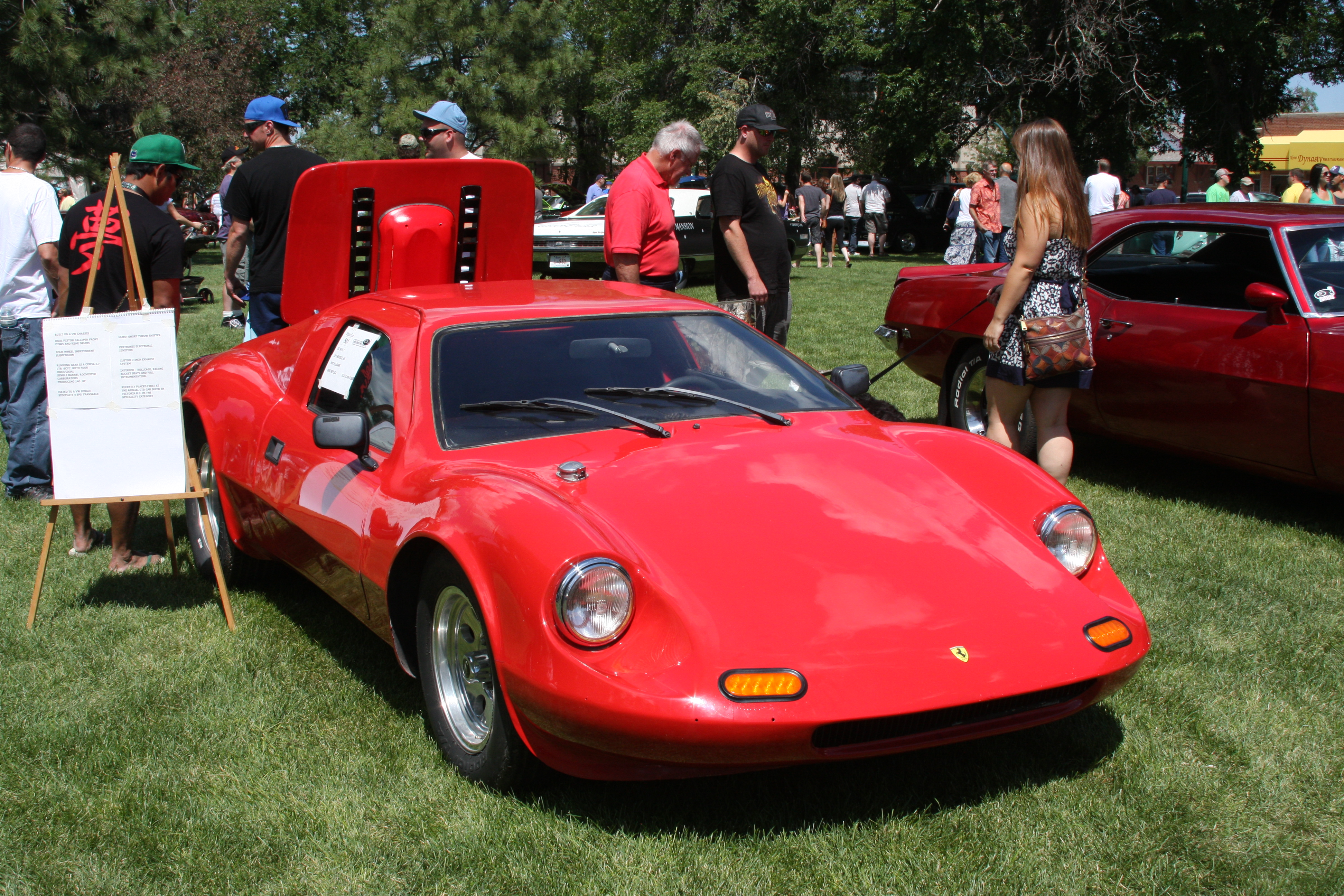
Kelmark von 1987

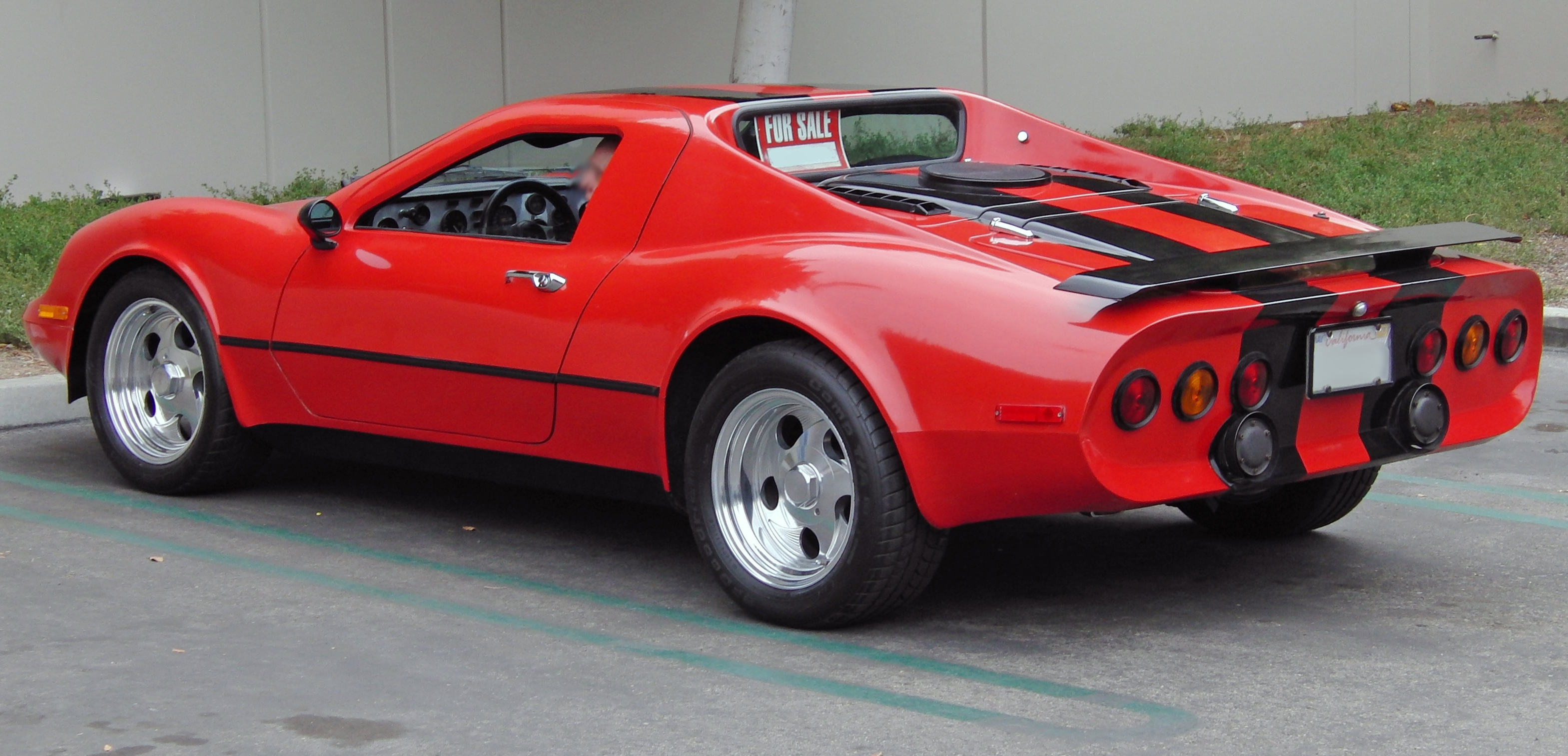
Kelmark GT

Kelmark Engineering war ein US-amerikanischer Hersteller von Kit Cars, der von 1969 bis 1994 in Okemos im Bundesstaat Michigan ansässig war.

## Beschreibung
Kelmark konzentrierte sich auf Kits mit Mittel- oder Heckmotor, die von Privatkunden oder Spezialisten von Hand zusammengebaut wurden. Entweder wurden die Kits auf der Bodengruppe eines VW Käfer aufgebaut oder sie erhielten Rohrrahmen im Stil von Rennfahrzeugen.
Keines der Modelle wurde in großen Stückzahlen hergestellt, aber der GT war der erfolgreichste. Es wurde 1977 und 1979 im Magazin Car and Driver behandelt. Bei seiner Vorstellung 1969 zeigte der Wagen ein auffälliges Styling, das angeblich von Konzeptfahrzeugen von Ferrari und Corvette beeinflusst wurde. Der Independence war eine GFK-Karosserie für einer VW-Bodengruppe, während der Liberator noch stärker getunt war und auf einem Rohrrahmen, einem VW- oder Porsche-Fahrgestell oder sogar auf einem anderen Fahrgestell nach Kundenwunsch montiert werden konnte.
Kelmark baute auch ein damals einzigartiges Fahrzeug, einen VW Käfer mit V8-Motor namens Sleeper. Er sah wie ein werksgefertigter VW Käfer aus. Auch gab es einen Corvair mit V8-Mittelmotor.